# Пламен Иванов (футболист, р. 1993)
Пламен Иванов Иванов е български футболист, нападател. Роден на 27 февруари, 1993 г. във Варна. Носи екипа на Спартак (Варна).

## Кариера
Пламен Иванов израства в школата на Спартак (Варна). През лятото на 2010 г. наставникът на „соколите“ Димитър Трендафилов го привлича в първия отбор. Официалният му дебют е на 15 август 2010 г., при загуба с 0:1 от Шабла, в 1-вия кръг от сезон 2010/11 в Североизточната В група. Той влиза на терена в 61-вата минута на мястото на съотборника си Илчо Илчев. До края на сезона в третия ешелон Иванов изиграва 21 срещи, в които бележи 8 попадения. „Соколите“ завършват на първо място и се завръщат в Б група, а през юни 2011 г. Пламен сключва първи професионален договор.

## Статистика по сезони
| Сезон   | Отбор        | Първенство | Мачове | Голове |
| ------- | ------------ | ---------- | ------ | ------ |
| 2010/11 | Спартак (Вн) | В група    | 21     | 8      |
| 2011/12 | Спартак (Вн) | Б група    | 8      | 0      |